# Olilit-Saumlaki Airport
Olilit-Saumlaki Airport är en flygplats i Indonesien.   Den ligger i provinsen Moluckerna, i den östra delen av landet, 2 700 km öster om huvudstaden Jakarta. Olilit-Saumlaki Airport ligger 24 meter över havet. Den ligger på ön Pulau Yamdena.
Terrängen runt Olilit-Saumlaki Airport är platt. Havet är nära Olilit-Saumlaki Airport åt sydväst.